# Robert Roeder
Robert G. Roeder, född 3 juni 1942 i Boonville, Indiana i USA, är en amerikansk biokemist som gjort sig känd för sin forskning om eukaryot transkription. Han är knuten till Rockefelleruniversitetet och är ledamot av The National Academy of Sciences sedan 1988 och American Academy of Arts and Sciences sedan 1995.
Roeder upptäckte 1969 tre distinkta nukleära RNA-polymeraser och karakteriserade många proteiner involverade i regleringen av transkription, såsom grundläggande transkriptionsfaktorer och den första däggdjursgenspecifika aktivatorn under fem decennier av forskning.

## Biografi
Roeder tog sin kandidatexamen i kemi vid Wabash College och masterexamen i kemi vid University of Illinois. Han disputerade i biokemi 1969 vid University of Washington, Seattle, där han arbetade under handledning av William J. Rutter. Han arbetade därefter postdoktoralt med Donald D. Brown vid Carnegie Institution of Washington i Baltimore, från 1969 till 1971. Han var 1971 - 1982 ansluten till fakulteten vid Washington University School of Medicine i St. Louis, då han gick över till The Rockefeller University. År 1985 utnämndes han till Arnold och Mabel Beckman-professor. 
Roeder valdes 1988 till ledamot av National Academy of Sciences och 1995 av American Academy of Arts and Sciences, och blev 2003 utländsk associerad medlem av European Molecular Biology Organization.

## Vetenskapligt arbete
- 1969–1977: Som doktorand vid University of Washington, upptäcker Roeder 1969 att tre enzymer, så kallade RNA-polymeraser, direkt kopierar DNA till RNA i djurceller.[11] Som professor vid Washington University i St. Louis fortsätter han med att visa att dessa enzymer, kallade Pol I, II och III, känner igen och kopierar olika klasser av gener.[13][14][15]

- 1977-1979: Roeder utvecklar cellfria system för att bättre kunna studera transkription.[16][17][18] Bestående av de renade RNA-polymeraserna och komponenterna extraherade från cellkärnor, tillåter systemen forskare att återskapa transkription i ett provrör på ett sätt som troget efterliknar den verkliga processen i celler.

- 1980: Utvecklingen av cellfria system leder till identifiering av komplexa uppsättningar proteiner som kallas accessoarfaktorer som är väsentliga för varje enskilt RNA-polymeras (t.ex. TFIIA, TFIIB, TFIIE, TFIIF och TFIIH för Pol II, samt TFIIIB och TFIIIC för Pol III) för att "läsa" specifika målgener.[19][20]

- 1980: Roeder identifierar den första genspecifika aktivatorn för däggdjur, kallad TFIIIA.[21] TFIIIA och liknande proteiner binder till specifika DNA-sekvenser och förbättrar avläsningen av motsvarande målgener. Repressorer utför den motsatta uppgiften genom att hämma en gens aktivitet.

- 1990-talet: Ett decennium av forskning kulminerar med upptäckten av koaktivatorer, stora proteinkomplex som ger en bro mellan aktivatorerna och repressorer och RNA-polymeraserna och andra komponenter i det allmänna transkriptionsmaskineriet.[22][23]

- 1992: Roeders laboratorium visar att medaktivatorer kan vara allestädes närvarande, övervaka många gener i en mängd olika celler, eller specifika för en viss celltyp. Roeder och kollegor introducerar begreppet cellspecificitet efter att de visat att koaktivator OCA-B, den första cellspecifika koaktivatorn, upptäckt av Roeder 1992, är unik för immunsystemets B-celler.[24]

- 1996: Roeders laboratorium upptäcker den stora kanalen för kommunikation mellan genspecifika aktivatorer och det allmänna transkriptionsmaskineriet i djurceller, en jättekoaktivator (TRAP/SMCC) som består av cirka 25 olika proteinkedjor och kallas ’mänsklig medlare’ efter dess motsvarighet i jäst.[25]

- 2002: Roeder och kollegor visar att en enda komponent i medlaren är nödvändig för bildandet av fettceller – ett fynd som en dag kan bidra till nya behandlingar för diabetes, hjärtsjukdomar, cancer och andra tillstånd där den fettbildande processen bryts ned.[26]